# (15092) Beegees
(15092) Beegees (1999 EH5) – planetoida z grupy pasa głównego asteroid okrążająca Słońce w ciągu 5,22 lat w średniej odległości 3,01 j.a. Odkryta 15 marca 1999 roku.